# Shelter from the Storm
Shelter from the Storm – piosenka skomponowana przez Boba Dylana, nagrana przez niego we wrześniu 1974 r., wydana na albumie Blood on the Tracks w styczniu 1975 r.

## Historia i charakter utworu
Utwór ten został nagrany w Columbia A&R Studios w Nowym Jorku dnia 17 września 1974 r. Była to druga sesja nagraniowa albumu Blood on the Tracks. Zarówno na próbnym tłoczeniu jak i ostatecznym albumie ukazała się 3 wersja z tej sesji.
Ten prosty w warstwie muzycznej utwór, oparty na trzech akordach, znakomicie sprawdzał się na koncertach. Opowiada o mężczyźnie dokonującym psychicznej wiwisekcji na sobie, o otaczającym go świecie pełnym niebezpieczeństw i o jego utraconej miłości. Narrator znalazł kiedyś schronienie, ale uległo ono zniszczeniu, jak wszystko, co się liczy. Dylan ukazuje przed słuchaczem fantastyczny pejzaż pochodzący być może z obrazu Botticellego – „Narodziny Wenus”. Uplastycznia wizję używając archaicznego, niemal biblijnego języka. Właściwie przez całą piosenkę przewijają się chrześcijańskie symbole. Jednym z nich jest wysoce wyidealizowana kobieta zdejmująca cierniową koronę, która przynosi bezpieczeństwo i ciepło, ale również i „zbawienie”, co narrator bierze jako oczywistość, coś co mu się należy, i zapoczątkowuje to jego upadek, w wyniku czego jego dusza staje się przedmiotem targów. Jednak cały utwór kończy się optymistycznie, co jest podkreślone nawet sposobem śpiewania.
Dylan stosunkowo szybko odszedł od minimalistycznej prostoty oryginalnego nagrania i na koncertach kreował nieraz bardzo rozbudowane aranżacje, czasem nadzwyczaj trafione, czasem zupełnie nietrafne. Bardzo dynamiczna, zelektryfikowana wersja z gitarą slide została zarejestrowana na albumie Hard Rain, który dokumentuje drugą część Rolling Thunder Revue z 1976 r. Bardzo rozbudowana i dość popowa aranżacja tej piosenki podczas koncertów w 1978 r. okazała się zupełnie chybiona, co można usłyszeć na albumie Bob Dylan at Budokan. Po tym nieudanym artystycznie tournée Dylan na kilka lat przestał wykonywać tę piosenkę na koncertach i powrócił do niej dopiero w 1984 r., prezentując ją w bardzo rockowej wersji. Od tego czasu wykonuje piosenkę zasadniczo podczas każdej tury koncertowej, nawet w rytmie reggae.
Wersja piosenki wykorzystana na filmie „Jerry Maguire” była do tego czasu nieznana, jednak na pewno jest to któraś z wersji nagranych 17 września.
W 2001 r. Dylan po raz pierwszy zezwolił na wykorzystanie reklamowe piosenki w radiu. Została ona użyta dla wsparcia akcji World Wildlife Fund - organizacji ratującej zwierzęta. Dylan tak to skomentował: „Na początku zwierzęta były jedynymi, które lubiły moja muzykę. Teraz im to zwracam”.

## Muzycy
Sesja 2
- Bob Dylan - wokal, gitara, harmonijka ustna
- Tony Brown - gitara basowa

## Dyskografia
Albumy
- Blood on the Tracks - próbne tłoczenie,  listopad 1974
- Blood on the Tracks (1975)
- Hard Rain (1976) – wersja z koncertu na Hughes Stadium, Colorado State University. Fort Collins, Colorado, 23 maja 1976.
- Bob Dylan at Budokan (1979) – wersja z koncertu w Nippon Budokan Hall Tokyo, Japonia, 28 lutego 1978.
- Live 1961–2000: Thirty-Nine Years of Great Concert Performances (2001) (koncertowe nagranie z 1976 r.)

## Wykonania piosenki przez innych artystów
- Bob Dylan na albumie różnych wykonawców ze ścieżką dźwiękowa filmu Jerry Maguire (1996)
- Mission - singel (1987)
- Steven Keene - Keene on Dylan (1990)
- Jimmy LaFave - Austin Skyline (1996)
- The Zimmermen - The Dungeon Tapes (1996)
- Manfred Mann – Mann Alive (1997)
- Two Approaching Riders - One More Cup of Coffee (1997)
- Mary Lee's Corvette - Blood on the Tracks (2002)
- Cassandra Wilson – Belly of the Sun (2002)
- Gerry Murphy - Gerry Murphy Sings Bob Dylan (2002)
- Big Brass Bed - A Few Dylan Songs (2003)